# Бабушкін Сергій В'ячеславович
Сергій В'ячеславович Бабушкін (нар. 10 квітня 1947, Свердловськ) — радянський, український архітектор, заслужений архітектор України, професор Міжнародної академії архітектури, головний архітектор Києва (1996—2003). Лауреат Державної премії України в галузі архітектури (2003). 

## Біографія
У 1971 році закінчив Уральський політехнічний інститут. Навчався у київського архітектора Бориса Михайловича Давідсона.

## Проєкти
- Житловий будинок на вул. Золотоворітській, 3;
- Спасо-Преображенська церква;
- Житловий комплекс «Оболонь»;
- Громадсько-торговельний центр «Караван»;
- Реконструкція Площі незалежності;
- Торговий центр «Глобус» на Майдані незалежності;
- Офісний центр «Міленіум»;
- Реконструкція житлових будинків на вул. Володимирській;
- Діловий центр «Леонардо»;
- Середня школа № 78 на вул. Шота Руставелі;
- Дитячо-юнацький розважальний комплекс на площі Слави;
- Офісний центр «Поділ — Плаза»;
- Реконструкція готелю «Прем'єр-палас»;
- Торговий центр «Квадрат» на вул. Білоруській;
- Бізнес-центр «Парус»;
- Житловий комплекс на Грушевського, 9-а.

## Публікації
- Бабушкин С. В., Бражик Д., Каракис И. И., Кизема И., Несмиянова И., Пучков А., Червинский А. Иосиф Каракис: Ирония судьбы // Архитектор Иосиф Каракис: Судьба и творчество (Альбом-каталог к столетию со дня рождения) / Под ред. Бабушкин С. В., Бражик Д., Каракис И. И.; Сост. Д. Бражик, И. Каракис, И. Несмиянова. — 1. — Киев, 2002. — 102 с. — (Н0(4УКР)6-8). — ISBN 966-95095-8-0. (рос.)